# Toyen (film)
Toyen è un film del 2005 diretto da Jan Nemec e basato sulla vita della pittrice Toyen.

## Riconoscimenti
- 2006 - Czech Lions
  - Candidatura al Leone d'oro per la miglior scenografia (Jiri Maxa, Jan Nemec, Jaromír Pesr)